# Латамоксеф
Латамоксеф — антибіотик з групи цефалоспоринів ІІІ покоління для парентерального застосування.

## Фармакологічні властивості
Латамоксеф або моксалактам— антибіотик широкого спектра дії. По хімічній будові дещо відрізняється від інших цефалоспоринів заміною одного атому сірки в β-лактамному кільці на атом кисню та належить до підгрупи оксафемів. Препарат відноситься до бактерицидних антибіотиків, дія якого полягає в порушенні синтезу клітинної стінки бактерій. До препарату добре чутливі Haemophilus influenzae, Neisseria gonorrhoeae, більшість ентеробактерій. У високих концентраціях пригнічує ріст Pseudomonas aeruginosa. Латамоксеф також має активність проти Bacteroides fragilis. Препарат менш активний, чим інші цефалоспорини ІІІ покоління, до стафілококів та стрептококів.

### Фармакодинаміка
Латамоксеф швидко розподіляється в організмі після парентерального застосування, біодоступність препарату 100 %. Латамоксеф створює високі концентрації у більшості тканин організму. Препарат добре зв'язується з білками плазми крові. Латамоксеф проникає через гематоенцефалічний бар'єр. Препарат проникає через плацентарний бар'єр та виділяється в грудне молоко. Метаболізується латамоксеф у печінці. Виводиться препарат із організму переважно із сечею та частково із жовчю. Період напіввиведення латамоксефу складає 1,6 години, цей час може збільшуватися при нирковій недостатності.

## Показання до застосування
Латамоксеф показаний при бактеріальних інфекціях, які спричинюють чутливі до препарату збудники: при інфекціях органів дихання, сечових шляхів, черевної порожнини (включаючи перитоніт та гінекологічні інфекції), бактеріальному сепсисі, інфекціях центральної нервової системи (при ураженнях, які зумовлює грамнегативна флора, при пневмококовому менінгіті неефективний), інфекціях шкіри та м'яких тканин, інфекціях кісток і суглобів, гонореї, а також для профілактики хірургічної інфекції при проведенні оперативних втручань з високим ризиком операційних ускладнень (операції на кишечнику, в тому числі на прямій кишці, підшлунковій залозі, холецистектомія при каменях в загальному жовчному протоці та обтураційній жовтяниці, екстирпація матки).

## Побічна дія
При застосуванні латамоксефу можливі наступні побічні ефекти:
- Алергічні реакції — нечасто висипання на шкірі, гарячка.
- З боку органів травлення — рідко діарея; дуже рідко нудота, блювання, псевдомембранозний коліт.
- З боку сечостатевої системи — дуже рідко піурія, гематурія.
- Інші побічні ефекти — нечасто болючість та флебіт у місці ін'єкції; дуже рідко інтерстиціальна пневмонія, кровотечі.
- Зміни в лабораторних аналізах — нечасто еозинофілія, лейкопенія, у дітей — нейтропенія, підвищення  активності амінотрансфераз і лужної фосфатази в крові; дуже рідко гіпопротромбінемія, підвищення рівня креатиніну, сечовини, сечової кислоти в крові.[1]

## Протипокази
Латамоксеф протипоказаний при підвищеній чутливості до β-лактамних антибіотиків. З обережністю застосовують при годуванні грудьми, при вагітності, нирковій недостатності, коліті, геморрагічному синдромі. Заборонено вживати латамоксеф разом із алкогольними напоями та лікарськими препаратами, що містять алкоголь.

## Форми випуску
Латамоксеф випускається у вигляді порошку в флаконах для ін'єкцій по 1,0 г. Застосування препарату обмежене у зв'язку із високою вартістю виробницства латамоксефу (схема промислового синтезу препарату включає в себе 16 стадій).